# Festuca cundinamarcae
Festuca cundinamarcae är en gräsart som beskrevs av Evgenii Borisovich Alexeev. Festuca cundinamarcae ingår i släktet svinglar, och familjen gräs.
Artens utbredningsområde är Colombia. Inga underarter finns listade i Catalogue of Life.